# 스트립티즈 (영화)
《스트립티즈》(영어: Striptease)는 1996년 개봉한 미국의 에로, 블랙 코미디 영화이다. 앤드루 버그먼이 감독과 각본을 맡았으며, 칼 하이어센의 동명 소설이 영화의 원작이다. 1996 골든 래즈베리상 최악의 작품상·각본상·여우주연상 수상작이다.

## 출연

### 주연
- 데미 무어

### 조연
- 아맨드 아상테
- 빙 라메스
- 로버트 패트릭
- 버트 레이놀즈

## 기타
- 원작자: 칼 히아슨
- 미술: 멜 번
- 의상: 알버트 울스키
- 배역: 존 S. 라이온스